# La Trona (Granera)
La Trona és una muntanya de 830,7 metres d'altitud que es troba a cavall dels termes municipals de Castellterçol i Granera, a la comarca del Moianès.

La Trona, respecte del terme de Granera

Està situat en el sector nord-oest del terme de Granera i al sud-oest del de Castellterçol, al sud-oest del Turó de Cisnolla i al nord-est del Castellar i de la Serra de Granera, a l'extrem de llevant de la Serra de l'Olleret. És al nord-est de les masies del Girbau de Baix i del Girbau de Dalt, al sud-est de la de Vila-rúbia i al nord-oest de la de la Manyosa.